# ماندروسوآ
ماندروسوآ (به لاتین: Mandrosoa) یک منطقهٔ مسکونی در ماداگاسکار است که در آمبوهیدراتریمو واقع شده‌است. ماندروسوآ ۱۴۴ کیلومتر مربع مساحت و ۸٬۲۵۷ نفر جمعیت دارد.